# 毒根斑鸠菊
毒根斑鸠菊（学名：Vernonia cumingiana）是菊科班鸠菊属的植物。分布于越南、泰国、老挝、柬埔寨、台湾岛以及中国大陆的广西、广东、贵州、云南、四川、福建等地，生长于海拔300米至1,500米的地区，常生于溪边、山谷阴处灌丛、河边以及疏林中，目前尚未由人工引种栽培。

## 别名
过山龙、惊凤红、虎三头、大木菊（广西） 蔓斑鸠菊（广州） 藤牛七、发痧藤（广东） 细脉斑鸠菊

## 异名
- Vernonia andersoni auct. non Clarke